# Schley County
Schley County är ett administrativt område i delstaten Georgia, USA, med 5 010 invånare.  Den administrativa huvudorten (county seat) är Ellaville. 

## Geografi
Enligt United States Census Bureau så har countyt en total area på 435 km². 434 km² av den arean är land och 1 km² är vatten.

### Angränsande countyn
- Taylor County - nord
- Macon County - öst
- Sumter County - syd
- Marion County - väst